# Cantharis lucens
Cantharis lucens là một loài bọ cánh cứng trong họ Cantharidae. Loài này được Moscardini miêu tả khoa học năm 1967.